# 1 Zapasowy Pułk Piechoty
1 zapasowy pułk piechoty – zapasowy oddział piechoty ludowego Wojska Polskiego.
Sformowany w Sielcach, na podstawie rozkazu dowództwa 1 DP im. T. Kościuszki nr 43 z 17 lipca 1943 jako zpp 1 DP. Od 26 września jako 1zpp 1 Korpusu Polskich Sił Zbrojnych w ZSRR. W styczniu i lutym 1944 pułk został przesunięty do Sum. 1 kwietnia 1944 wszedł w skład 1 Armii Polskiej w ZSRR.
Przy pułku utworzono dwie kompanie karne.
Rozkazem NDWP nr 0242/org. z 10 września 1945 rozformowano 1 zapasowy pułk piechoty, a skład osobowy skierowano do 18 Dywizji Piechoty.

## Żołnierze pułku
- Edward Braniewski
- Włodzimierz Kopijkowski
- Jerzy Sztandera